# 上尾町
上尾町（かみおちょう）は、大阪府八尾市の町域。現行行政地名は上尾町一丁目から上尾町九丁目。住居表示は未実施。

## 概要
市の北東部、東西で恩智川と国道170号, 南北で近鉄信貴線と箕後川に挾まれた領域に位置する。
北端で東大阪市池島町に接し、そこから時計回りに八尾市西高安町, 東町, 上之島町南, 上之島町北, 福栄町と隣接する。
八尾市東山本町とは南西部の一点で接するのみ。

## 世帯数と人口
2020年（令和2年）3月31日現在（八尾市発表）の世帯数と人口は以下の通りである。なお、人口が0の丁目は省略する。
| 丁目                 | 世帯数  | 人口    |
| -------------------- | ------- | ------- |
| 上尾町一丁目         | 91世帯  | 187人   |
| 上尾町二丁目         | 249世帯 | 543人   |
| 上尾町三丁目・四丁目 | 191世帯 | 426人   |
| 上尾町五丁目         | 25世帯  | 48人    |
| 上尾町六丁目         | 70世帯  | 128人   |
| 計                   | 626世帯 | 1,332人 |

### 人口の変遷
国勢調査による人口の推移。
| 1995年（平成7年）  | 1,667人 | [ 5 ] |  |
| 2000年（平成12年） | 1,607人 | [ 6 ] |  |
| 2005年（平成17年） | 1,514人 | [ 7 ] |  |
| 2010年（平成22年） | 1,515人 | [ 8 ] |  |
| 2015年（平成27年） | 1,416人 | [ 9 ] |  |

### 世帯数の変遷
国勢調査による世帯数の推移。
| 1995年（平成7年）  | 535世帯 | [ 5 ] |  |
| 2000年（平成12年） | 543世帯 | [ 6 ] |  |
| 2005年（平成17年） | 547世帯 | [ 7 ] |  |
| 2010年（平成22年） | 587世帯 | [ 8 ] |  |
| 2015年（平成27年） | 574世帯 | [ 9 ] |  |

## 学区
市立小・中学校に通う場合、学区は以下の通りとなる（2020年5月時点）。
| 丁目         | 番         | 小学校               | 中学校               |
| ------------ | ---------- | -------------------- | -------------------- |
| 上尾町一丁目 | 1～19番地  | 八尾市立上之島小学校 | 八尾市立上之島中学校 |
| 上尾町一丁目 | 20～29番地 | 八尾市立東山本小学校 | 八尾市立東中学校     |
| 上尾町二丁目 | 27～34番地 | 八尾市立東山本小学校 | 八尾市立東中学校     |
| 上尾町二丁目 | 1～26番地  | 八尾市立上之島小学校 | 八尾市立上之島中学校 |
| 上尾町三丁目 | 1～58番地  | 八尾市立上之島小学校 | 八尾市立上之島中学校 |
| 上尾町三丁目 | 59～75番地 | 八尾市立東山本小学校 | 八尾市立東中学校     |
| 上尾町四丁目 | 全域       | 八尾市立上之島小学校 | 八尾市立上之島中学校 |
| 上尾町五丁目 | 全域       | 八尾市立上之島小学校 | 八尾市立上之島中学校 |
| 上尾町六丁目 | 全域       | 八尾市立上之島小学校 | 八尾市立上之島中学校 |
| 上尾町七丁目 | 全域       | 八尾市立上之島小学校 | 八尾市立上之島中学校 |
| 上尾町八丁目 | 全域       | 八尾市立上之島小学校 | 八尾市立上之島中学校 |
| 上尾町九丁目 | 全域       | 八尾市立上之島小学校 | 八尾市立上之島中学校 |

## 事業所
2016年（平成28年）現在の経済センサス調査による事業所数と従業員数は以下の通りである。
| 丁目                 | 事業所数  | 従業員数 |
| -------------------- | --------- | -------- |
| 上尾町一丁目         | 13事業所  | 67人     |
| 上尾町二丁目         | 17事業所  | 49人     |
| 上尾町三丁目         | 4事業所   | 21人     |
| 上尾町四丁目         | 24事業所  | 510人    |
| 上尾町五丁目         | 22事業所  | 281人    |
| 上尾町六丁目         | 16事業所  | 83人     |
| 上尾町七丁目・八丁目 | 2事業所   | 56人     |
| 上尾町九丁目         | 6事業所   | 27人     |
| 計                   | 104事業所 | 1,094人  |

## 交通
鉄道は通っておらず、近鉄大阪線河内山本駅若しくは近鉄信貴線服部川駅が最寄りとなる。
河内山本駅および近鉄奈良線東花園駅から近鉄バスにより「上尾町」停留所が利用可能。

## その他

### 日本郵便
- 郵便番号 : 581-0851[2]（集配局：八尾郵便局[12]）。